# Aspila mirabilis
Aspila mirabilis är en fjärilsart som beskrevs av Robert W. Poole och Mitter 1993. Aspila mirabilis ingår i släktet Aspila och familjen nattflyn. Inga underarter finns listade i Catalogue of Life.